# 烏克蘭政府大樓
政府大樓（烏克蘭語：Будинок Уряду）位於烏克蘭首都基輔市中心，是烏克蘭政府的辦公地點。在1941年至1954年期間，這座建築是基輔最高的建築。建築是按照內務人民委員部的要求而設計的。

## 外部連結
- （乌克兰語） Kiev. The encyclopedic handbook. （页面存档备份，存于）
- （乌克兰語） Official website of the government of Ukraine （页面存档备份，存于）

1. ↑  .   [2022-09-22]. （原始内容存档于2012-03-19）.